# Őriszentpéter
Őriszentpéter (Duits: St. Peter in der Wart) is een plaats (város) en gemeente in het Hongaarse comitaat Vas. Őriszentpéter telt 1246 inwoners (2007).